# Igor Zubeldia
Igor Zubeldia Elorza (Azkoitia, 30 de Março de 1997) é um futebolista que joga para a Real Sociedad como um meio-campista defensivo.

## Carreira
Nascido em Azkoitia, Gipuzkoa, País Basco, Zubeldia juntou-se a Real Sociedad's jovens de configuração em 2008, com a idade de 11. Em 6 de junho de 2015, ele promoveu para o time reserva na Segunda División B.
Em 20 de dezembro de 2017, após cerca de 30 segundos em campo, Zubeldia marcou o seu primeiro gol no campeonato espanhol para colocar os anfitriões em frente no 76º minutos de uma eventual derrota em casa, por 3-1, do Sevilla FC. As seguintes 29 de junho, ele renovou seu contrato até 2024.

## Títulos
Real Sociedad
- Copa do Rei: 2019-20

Espanha
- Campeonato Europeu Sub-21: 2019